# Molenwijk (Amsterdam)

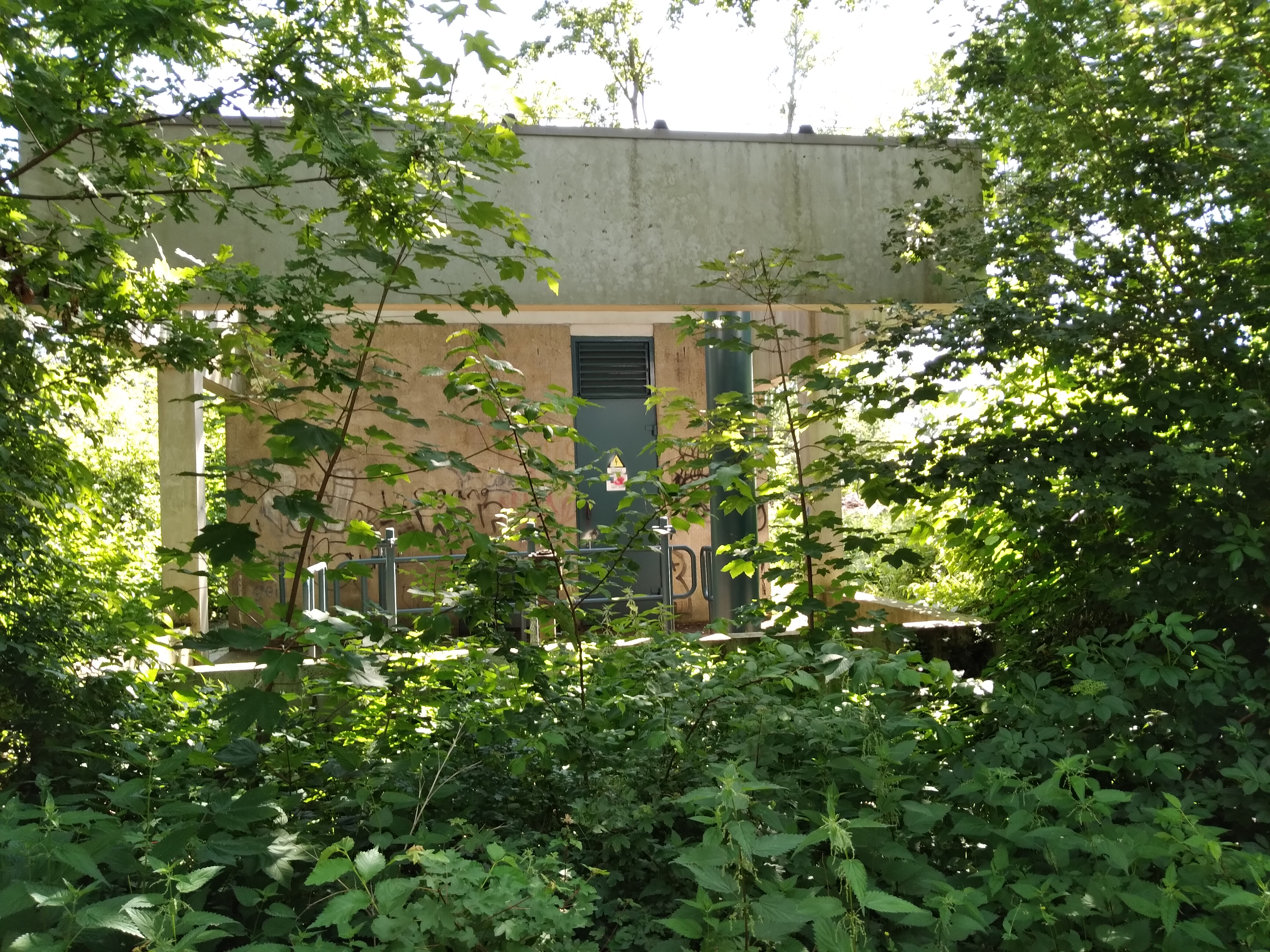
Overwoekerd rioolgemaal (juni 2021)

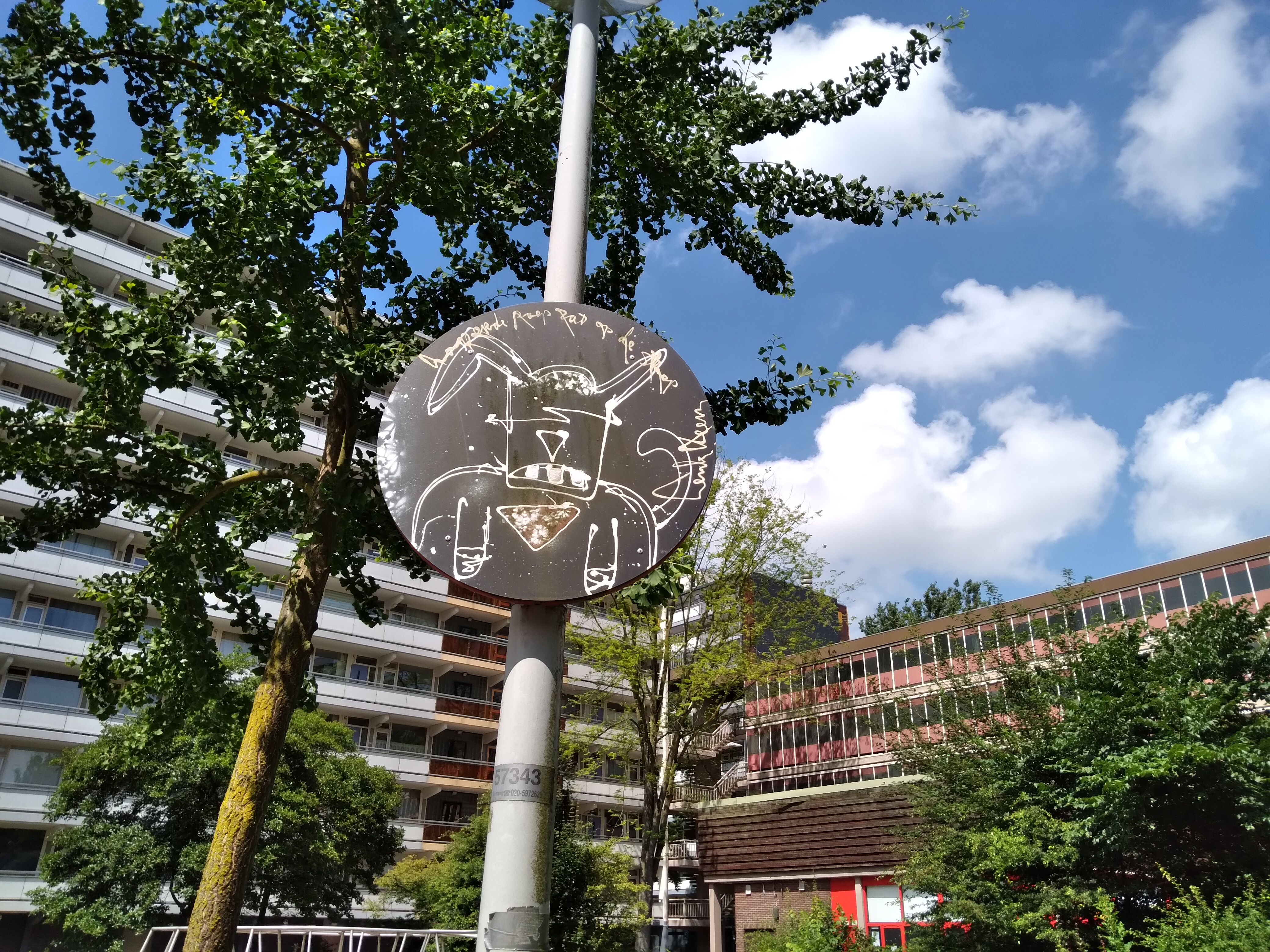
Verkeersbord van Henk Veen en Freeda Verburg (juli 2021)

De Molenwijk is een woonwijk in stadsdeel Amsterdam-Noord, in de Nederlandse provincie Noord-Holland. Het vormt een onderdeel van de wijk Oostzanerwerf.
De Molenwijk grenst aan de oostzijde aan de lintbebouwing van het Zuideinde, aan de zuidzijde aan de Oostzanerdijk, een onderdeel van de Waterlandse Zeedijk, die de grens vormt met het ernaast gelegen Tuindorp Oostzaan, aan de westzijde aan de Kermisbuurt en aan de noordzijde aan de Walvisbuurt.

## Geschiedenis
De Polder Oostzaan, de polder waarin de wijk is gebouwd, werd aan het begin van de jaren 60 gebruikt als depot voor slib afkomstig uit het Noordzeekanaal. Hoewel het gebied behoorde tot de gemeente Oostzaan, had Amsterdam voor dit gebied het Molenwiekenplan ontwikkeld, een woningbouwplan bestaand uit 1256 huurwoningen verdeeld over 15 flatgebouwen, dat kon worden uitgevoerd nadat het gebied op 1 augustus 1966 door een grenswijziging bij Amsterdam werd gevoegd. Sinds het begin van de 21e eeuw worden er in de zuidelijke vier flats woningen verkocht.
Het plan, ontworpen door architect Klaas Geerts in samenwerking met de diensten Stadsontwikkeling en Volkshuisvesting van de gemeente Amsterdam en de Amsterdamse Federatie van Woningcorporaties, bestaat voor 100% uit hoogbouw. De gekozen verkaveling gaat uit van tien verdiepingen tellende woongebouwen op een begane grond bestaande uit bergingen, die van bovenaf gezien als wieken van een molen rondom drie tot vier verdiepingen hoge parkeergarages zijn gesitueerd. Zo is de naam Molenwijk ontstaan.
De woningen, voor het grootste gedeelte vierkamerwoningen met een voor de jaren 60 voor Amsterdamse begrippen uitzonderlijk grote oppervlakte van gemiddeld 95 m², maar ook voor een gedeelte drie- en tweekamerwoningen, waren oorspronkelijk bestemd voor de beter gesitueerden en jonge, grote gezinnen. De eerste woningen werden op 1 april 1968 opgeleverd.
De flatgebouwen werden opgetrokken uit geprefabriceerde elementen van de Zaanse aannemer Indeco-Coignet. De buurt is gelegen vlak bij natuurgebied het Twiske.
De wijk wordt, net als het Plan van Gool in Tuinstad Buikslotermeer, vaak beschouwd als de voorloper van de Bijlmermeer, waar de scheiding van de diverse verkeerssoorten in de oorspronkelijke opzet nog verder werd doorgevoerd, maar dat is in dit geval niet helemaal juist omdat de plannen vrijwel gelijktijdig werden ontwikkeld.

## Organisaties
Aan de rand van de wijk verrees een torenflat van zestien verdiepingen bestemd voor ouderen, met ernaast een winkelcentrum, een later weer afgebroken parkeergarage en een openbare bibliotheek. Langs de noordrand zijn twee schoolgebouwen en een kinderdagverblijf gebouwd. Het grote plein tussen de scholen werd na een grote renovatie in 2007 heropend. De wijk kent verder nog diverse organisaties en voorzieningen waaronder een heemtuin, een kinderboerderij, de Molenwijk kamer, Werkplaats Molenwijk en een Cruyff Court.

## Straatnamen
De flats in de wijk dragen namen van diverse in Nederland voorkomende typen molens:
- Bergmolen
- Bovenkruier
- Grondzeiler
- Handmolen
- Paltrok
- Petmolen
- Rosmolen
- Schipmolen
- Spinnenkop
- Standerdmolen
- Tjasker
- Torenmolen
- Walmolen
- Watermolen
- Wipmolen

Deze flatnamen zijn tevens de straatnamen.

## Verkeersborden

### Pieter Holstein
De flats waren in het begin moeilijk van elkaar te onderscheiden. In 1972 maakte kunstenaar Pieter Holstein voor elke flat een aantal naamborden van email met daarop schetstekeningen die de achtergrond (naam) van de flat verklaarden. Hij maakte er 72, welke gewild waren bij het roversgilde. Een algemene renovatie van de buurt, waarbij de flats uitwendig een andere aanblik kregen, zorgde ervoor dat de rest ook verdween.

### Henk Veen
Een tweede poging werd rond 2009 ondernomen door de buurtbewoners kunstenaar Henk Veen en Freeda Verburg, die voor specifieke plekken verkeersborden maakte. Op die borden, waarin sommigen de stijl van Herman Brood herkennen, wordt niet alleen vermeld wat er te vinden is, maar ook zijn eigen commentaar. Ook van deze borden verdween een aantal in de loop der jaren.

## Bereikbaarheid
Rondom de wijk is een verhoogde weg aangelegd (de Stellingweg en Molenaarsweg), vanwaar een viertal zijwegen naar deze centrale parkeergarages leiden. De rest van het maaiveld is ingericht als autovrij en parkachtig domein, slechts doorsneden door fiets- en voetpaden.

### Openbaar vervoer
Sinds de opening van de Noord/Zuidlijn: Aan de oostzijde van de wijk bevindt zich een buseindpunt voor de buslijn 35 alsmede de doorgaande lijn 36. Langs de westzijde van de wijk rijdt EBS lijn 103.
Aanvankelijk ging men ervan uit dat een van de geplande lijnen van de Amsterdamse metro via een nieuw tracé langs de Landsmeerderdijk en Oostzanerdijk naar de Molenwijk gevoerd zou worden. Dit is er echter nooit van gekomen omdat het in 1968 vastgestelde metroplan na de Nieuwmarktrellen in 1975 werd ingetrokken.

## Rioolgemaal
Tussen de flat Rosmolen en de Stellingweg staat in het verlengde van de flat een rioolgemaal uit de tijd dat de wijk volgebouwd werd. Het werd vermoedelijk als eerste gebouwtje geplaatst, de eerste heipaal in de wijk zou voor dit gebouwtje bestemd zijn geweest. Het gebouwtje is sterk afwijkend ten opzichte van de flats. Het heeft maar een bouwlaag en een derde van het bouwvolume bestaat uit lucht.

## Beeldengroep
Tussen 1974 en 1980 heeft kunstenaar Herman Damen een beeldengroep Windbuilroute ontworpen als richtinggevers in de wijk.
 Abberdaan · Admiralenbuurt · Amstel III · Amsteldorp · Amstelkwartier · Andreas Ensemble · Apollobuurt · ArenAPoort · Bajeskwartier · Banne Buiksloot · Bedrijventerrein Sloterdijk · Bellamybuurt · Betondorp · Bijlmer · Binnenstad · Bloemenbuurt · Borgerbuurt · Borneo · Bos en Lommer · Buiksloot · Buiksloterham · Buikslotermeer · Buiteneiland · Buitenveldert · Bullewijk · Burgwallen Oude Zijde · Burgwallen Nieuwe Zijde · Centrum Amsterdam Noord · Centrumeiland · Chassébuurt · Chinatown · Cremerbuurt (Amsterdam) · Cruquius · Czaar Peterbuurt · Da Costabuurt · Dapperbuurt · De Aker · De Baarsjes · De Bongerd · De Eendracht · De Heining · De Krommert · De 9 Straatjes · De Omval · De Pijp · Diamantbuurt · Driemond · Disteldorp · Dubbele Buurt · Duivelseiland · Duvelshoek · Elzenhagen · Erasmusparkbuurt · Floradorp · Frederik Hendrikbuurt · Funenpark · Gaasperdam · Gein · Geuzenveld · Gibraltarbuurt · Gouden Reael · Gulden Winckelbuurt · Grachtengordel · Haarlemmerbuurt · Hallenkwartier · Haven-Stad · Haveneiland · Havenstraatterrein · Helmersbuurt · Het Funen · Holendrecht · Hoofddorppleinbuurt · Houthaven · IJ-oevers · IJburg · IJdock · IJplein · Indische Buurt · Jan Maijenbuurt · Java-eiland · Jeruzalem · Jeugdland ·Jodenbuurt · Jordaan · Julianapark · Kadijken · Kadoelen · Kattenburg · Kinkerbuurt · KNSM-eiland · Kolenkitbuurt · Kop van Jut · Van der Kunbuurt · Laan van Spartaan · Landlust · Landstrekenbuurt · Lastage · Leidsebuurt · Lutkemeer · Marathonbuurt · Marineterrein · Marken · Marktkwartier · Medisch Centrum Slotervaart · Mercatorbuurt · Middelveldsche Akerpolder · Molenwijk · Museumkwartier · Nellestein · Nieuw Sloten · Amsterdam Nieuw-West · Nieuwe Pijp · Nieuwendam · Nieuwendammerdijk en Buiksloterdijk · Nieuwendammerham · Nieuwezijde · Nieuwmarkt · Noorderhof · Noordoever Sloterplas · Noordse Bos · Olympisch Kwartier · Omval · Ookmeer · Oostelijk Havengebied · Oostelijke Eilanden · Oostelijke Handelskade · Oostenburg · Oosterdokseiland · Oosterparkbuurt · Oostoever Sloterplas · Oostpoort · Oostzanerwerf · Osdorp · Oud Osdorp · Oud-Oost · Oud-West · Oud-Zuid · Oude Pijp · Oudezijde · Overamstel · Overhoeks · Overtoombuurt · Overtoomse Buurt · Overtoomse Veld · Park Haagseweg · Park de Meer · Plan van Gool · Plan West · Plan Zuid · Planciusbuurt · Plantagebuurt · Postjesbuurt · Prinses Irenebuurt · Rapenburg · Reigersbos · Riekerpolder · Rieteilanden · Rietlanden · Rivierenbuurt · Robert Scottbuurt · Roeterseiland · Ruigoord · Schinkel (bedrijventerrein) · Schinkelbuurt · Science Park · Sloten · Sloterdijk · Sloterdijk-Centrum · Slotermeer · Slotervaart · Sluisbuurt · Spaarndammerbuurt · Spieringhorn · Sporenburg · Sportheldenbuurt · Staatsliedenbuurt · Stadionbuurt · Steigereiland · Strandeiland · Teleport · Transvaalbuurt · Trompbuurt · Tuindorp Buiksloot · Tuindorp Buiksloterham · Tuindorp Nieuwendam · Tuindorp Oostzaan · Tuttifruttidorp · Van Tijenbuurt · Uilenburg · Universiteitskwartier · Valkenburg · Van der Kunbuurt · Van der Pekbuurt · Van Lennepbuurt · Venserpolder · Vlooienburg · Vogelbuurt · Vogeldorp · Vogeltjeswei · Volewijck · Vondelparkbuurt · Vrije Geer · Waalseiland · Watergraafsmeer · Waterlandpleinbuurt · Waterwijk · Weesp · Weesperbuurt · Weespertrekvaartbuurt · Weesperzijde · Westelijke Eilanden · Westelijke Tuinsteden · Westerdokseiland · Westerpark · Westpoort · Willemspark · Wittenburg · Zeeburg · Zeeburgereiland · Zeeheldenbuurt · Zuidas · Zuideramstel